# Guido del Mestri

Guido graaf del Mestri (Banja Luka (Oostenrijk-Hongarije), 13 januari 1911 - Neurenberg (Duitsland), 2 augustus 1993) was een Italiaans geestelijke en kardinaal van de Katholieke Kerk.
Del Mestri bezocht de middelbare school in Banja Luka en studeerde vervolgens aan het Jezuïetencollege in Wenen. Hij ging vervolgens naar het Almo Collegio Capranica in Rome en naar de Pauselijke Gregoriaanse Universiteit aldaar. Hij promoveerde er in het canoniek recht, de filosofie als de godgeleerdheid. Hij werd op 11 april 1936 priester gewijd en bezocht daarna de Pauselijke Ecclesiastische Academie, de diplomatenopleiding van de Heilige Stoel. Hij deed een aantal jaar pastoraal werk en werd in 1940 toegevoegd aan de apostolische nuntiatuur in Joegoslavië. In 1941 werd hij secretaris van de apostolische delegatie in Libanon; in 1943 auditor op de nuntiatuur in Roemenië. Hier zou hij blijven tot hij in 1950 door het communistische regime werd uitgewezen. In 1951 werd hij kwartiermaker, later chargé d'affaires voor de nuntiatuur in Syrië. Van 1953 tot 1959 was hij Raad op de nuntiatuur in Bonn. In 1960 benoemde paus Johannes XXIII hem tot apostolisch delegaat voor Brits Oost-Afrika.
Een jaar later werd hij titulair aartsbisschop van Tuscamia. Hij nam deel aan het Tweede Vaticaans Concilie en vervulde vervolgens opdrachten als nuntius in Mexico (1967-1970), Canada (1970-1975) en Duitsland (1975-1984). Del Mestri werd in 1991 door paus Johannes Paulus II opgenomen in het College van Kardinalen. Hij was toen al ouder dan tachtig jaar en de benoeming gold dan ook vooral als een onderscheiding. Hij trok zich terug uit de actieve dienst en werkte vervolgens nog als kapelaan in een ziekenhuis in Neurenberg. Daar overleed hij twee jaar later.

## Bron
- Biografische aantekening op The Cardinals of the Holy Roman Church

- Gemeinsame Normdatei: 126186499
- International Standard Name Identifier: 0000 0000 7820 3597
- Istituto Centrale per il Catalogo Unico: LIGV061946
- Virtual International Authority File: 28055816
- WorldCat: E39PBJrmcBmdGjxvchYbcVGCQq